# Esteban Echeverría

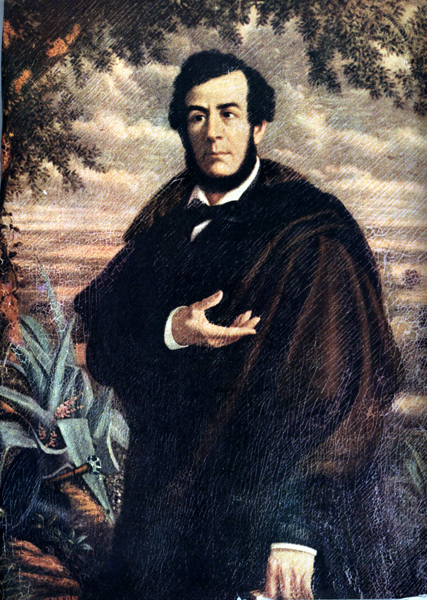
Esteban Echeverría geschilderd door Ernest Charton.

Esteban Echeverría  (Buenos Aires, 2 september 1805 – Montevideo, 19 januari 1851) was een Argentijns dichter, fictieschrijver, cultuurpromotor en politiek activist. Hij speelde een belangrijke rol in de ontwikkeling van de Argentijnse literatuur, niet alleen door zijn eigen geschriften maar ook vanwege zijn organisatorische bezigheden. Hij wordt beschouwd als een van Latijns-Amerika's meest vooraanstaande romantische auteurs.
Esteban Echeverría Partido is een district in Gran Buenos Aires in Argentinië, opgericht op 19 april 1913, dat als eerbetoon aan Echeverría zijn naam kreeg.

## Oeuvre
- Elvira o la novia del Plata (1832)
- Don Juan
- Carlos
- Mangora
- La Pola o el amor y el patriotismo
- Himno del dolor (1834)
- Los consuelos (1834)
- Al corazón (1835)
- Rimas (1837, en GB)
- La cautiva
- El Matadero
- Canciones
- Peregrinaje de Gualpo
- El Dogma Socialista
- Cartas a un amigo
- El ángel caído
- Ilusiones
- La guitarra
- Avellaneda
- Mefistófeles
- Apología del matambre (1837)
- La noche
- La diamela.